# 步兵機動車輛

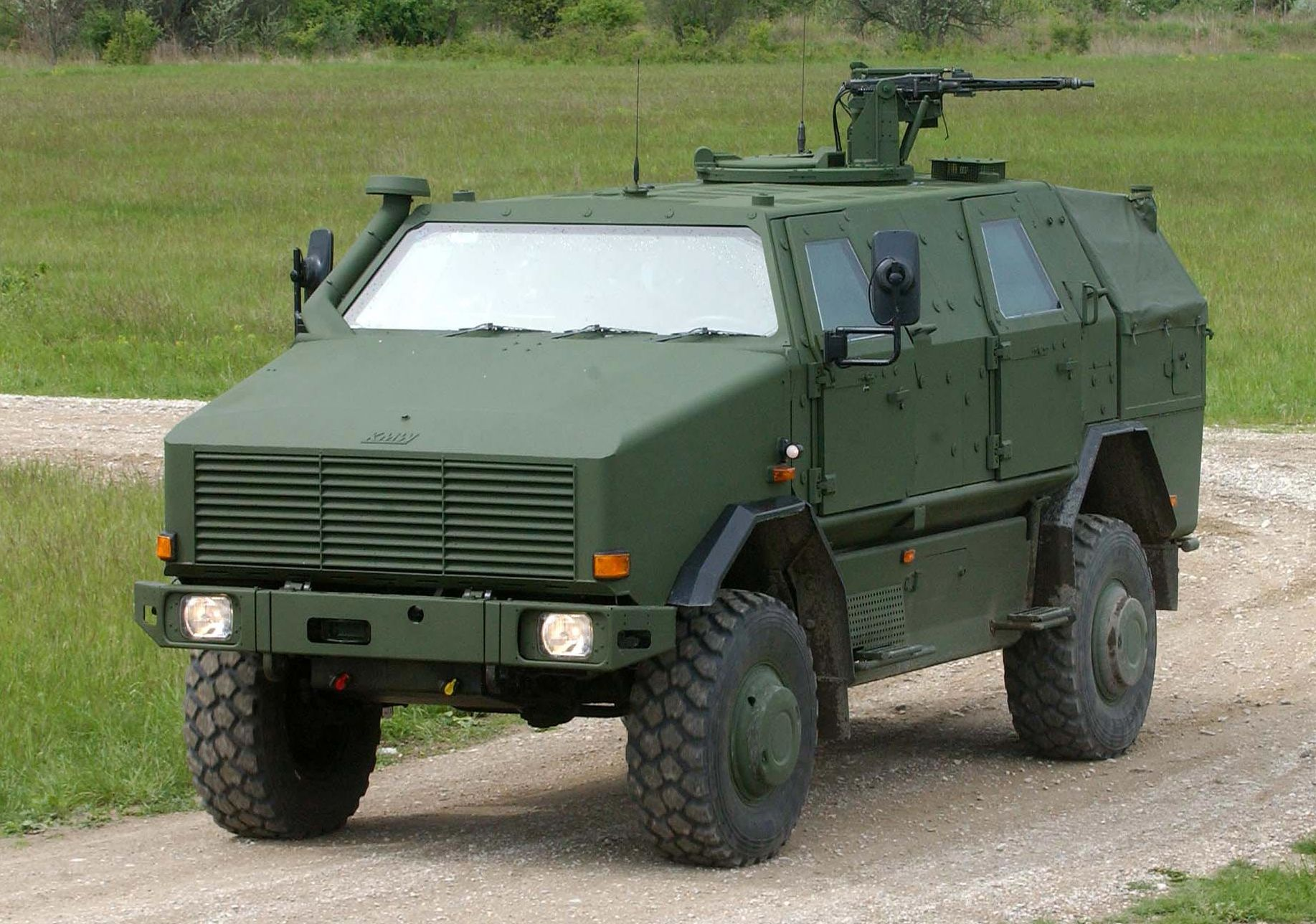
德国陆军的ATF Dingo是一种防护良好的步兵机动车辆，被多个欧洲武装部队使用

步兵机动车辆（英語：Infantry mobility vehicle, IMV），是种轮式装甲运兵车（APC），用作军事巡逻、侦察或安全车辆，如ATF Dingo 、依维柯 LMV 、 Oshkosh M-ATV 、 AMZ Dzik 、 AMZ Tur 、 Mungo ESK和Bushmaster IMV 。该术语也适用于作为MRAP 计划一部分部署的车辆。
IMV 是为了应对现代战争的威胁而开发的，重点是船员保护和防雷。类似的车辆早在 IMV 一词被创造之前就已经存在，例如法国的VAB和南非的Buffel 。该术语越来越多地用于区分轻型 4x4 轮式 APC 与传统的 6x6 和 8x8 轮式 APC。上装甲型M1114悍马车可以看作是非装甲悍马车的改进型，可充当 IMV 角色。

## 词源
1994年，澳大利亚国防部确定需要通过购买无防护和有防护的车辆来动员步兵。 这最终导致了大毒蛇步兵机动车辆的开发，后来被称为大毒蛇防护机动车辆。
步兵机动车辆首次出现是在罗德西亚丛林战争期间。为了应对日益严重的地雷威胁，从1972年左右开始，罗得西亚政府军在单位车间和国家钢铁加工公司以临时方式生产了一些“防雷伏击”车辆南非也开发了类似的装置，例如卡斯皮尔（Casspir） 。
Bushmaster 步兵机动车辆是 20 世纪 90 年代为澳大利亚军队设计的，数百辆车辆投入使用。
为了应对全球反恐战争中简易爆炸装置威胁的增加，交战方采购了大量的 IMV。 2002年，美国海军陆战队开始部署Force Protection制造的美洲狮在阿富汗使用。作为美国防雷伏击防护和联合轻型战术车辆计划的一部分，已分别订购了数千辆。国际安全援助部队在阿富汗广泛部署了 IMV。美国、英国和澳大利亚在伊拉克战争期间部署了它们。
2018 年，在叙利亚的佩什梅加部队出现在美国制造的 IMV 中。 
步兵机动车辆的设计目的是在后梯队和低强度冲突中取代轻型、防护较少的车辆。在巡逻和运输方面，它们是吉普车和中型卡车的更受保护的替代品。它们的设计目的是对抗地雷和伏击；其中包括零星的小型武器火力、简易爆炸装置和反坦克地雷等威胁，以及RPG-7等便携式反坦克武器。

## 设计
步兵机动车辆与它们要取代的卡车具有相似的设计。前挡风玻璃和侧挡风玻璃将由防弹玻璃制成。它们通常具有V 形船体下腹部，并具有额外的乘员保护功能，例如四点式安全带和悬挂在车辆顶部或侧面的座椅。IMV可抵抗小型武器和爆炸物，但其设计目的不是抵御重机枪和大炮的火力或聚能射孔弹攻击。
步兵机动车辆携带典型的装甲运兵车武器。许多车顶都配有机枪，无论是安装在环形支架上还是安装在远程武器系统上。
IMV 的设计通常比其他装甲车具有更强的简易爆炸装置防护能力，乘员能够在传统装甲运兵车致命的爆炸中幸存下来。它们通常比非装甲车辆重得多，重量通常超过六吨，最重可达三十吨。
它们是为巡逻和运输而不是直接战斗而设计的，具有良好的道路机动性。它们的行驶速度通常能够接近或超过100公里/小时，对于装甲车来说是很高的速度。由于缺乏全轮驱动、功率重量比以及高地面压力，越野机动性可能会受到限制。
许多都是源自现有的卡车底盘。最初的罗得西亚地雷伏击防护车辆源自乌尼莫克、梅赛德斯和日产卡车底盘。

## 圖片

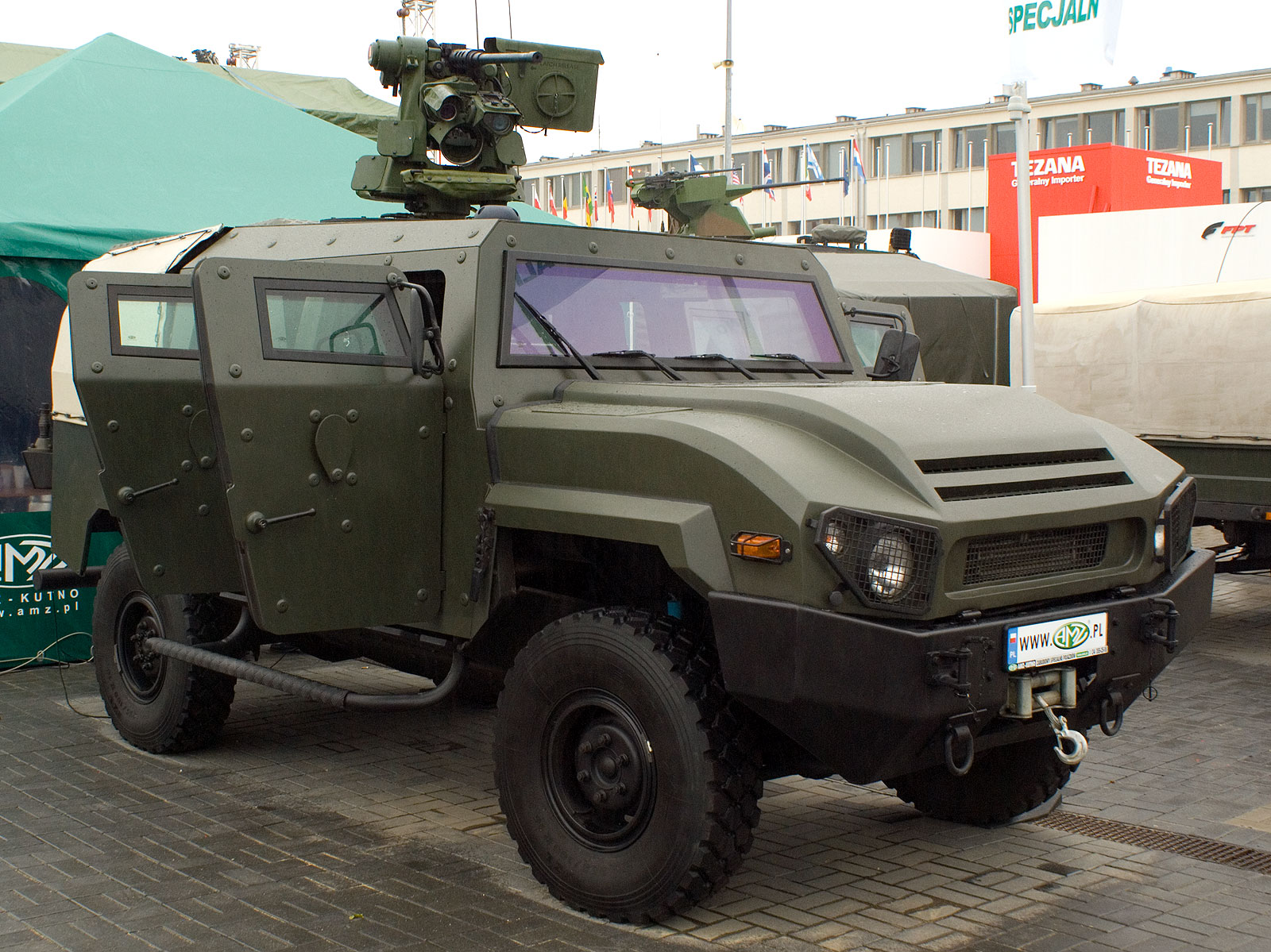
波蘭AMZ Tur
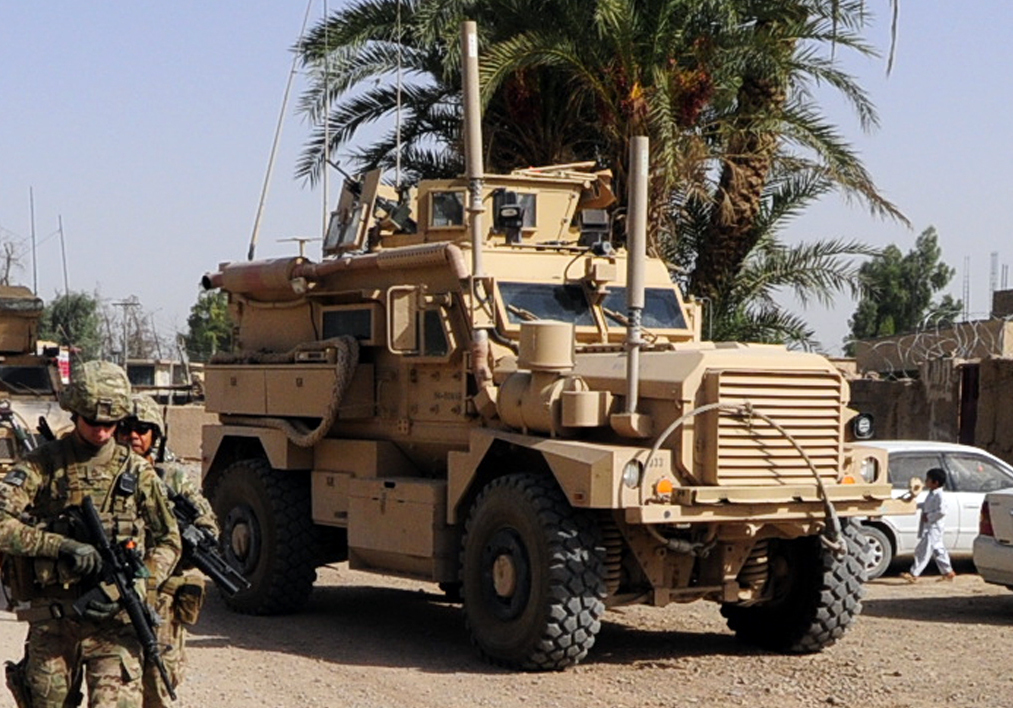
美洲獅H
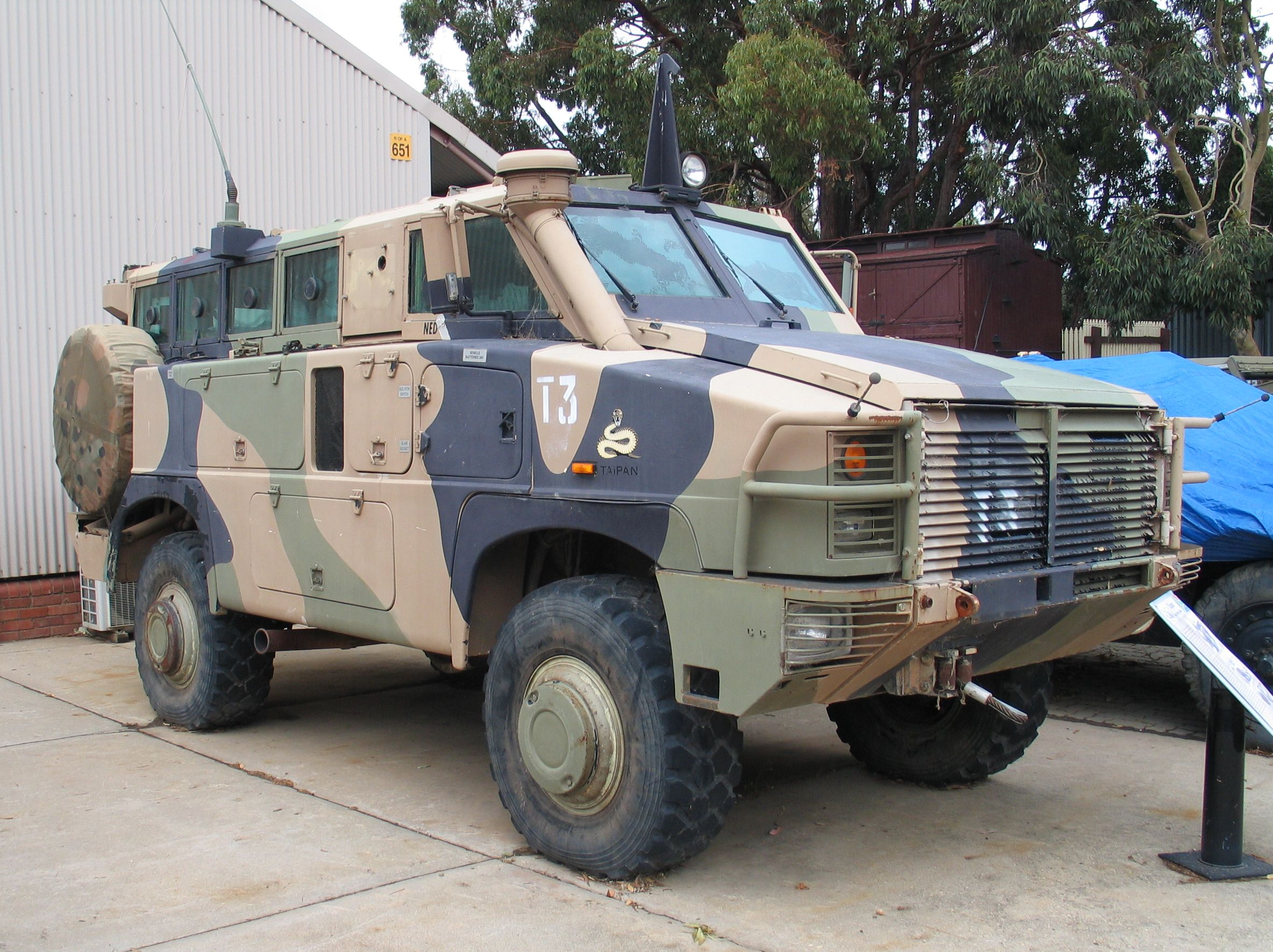
Mamba APC
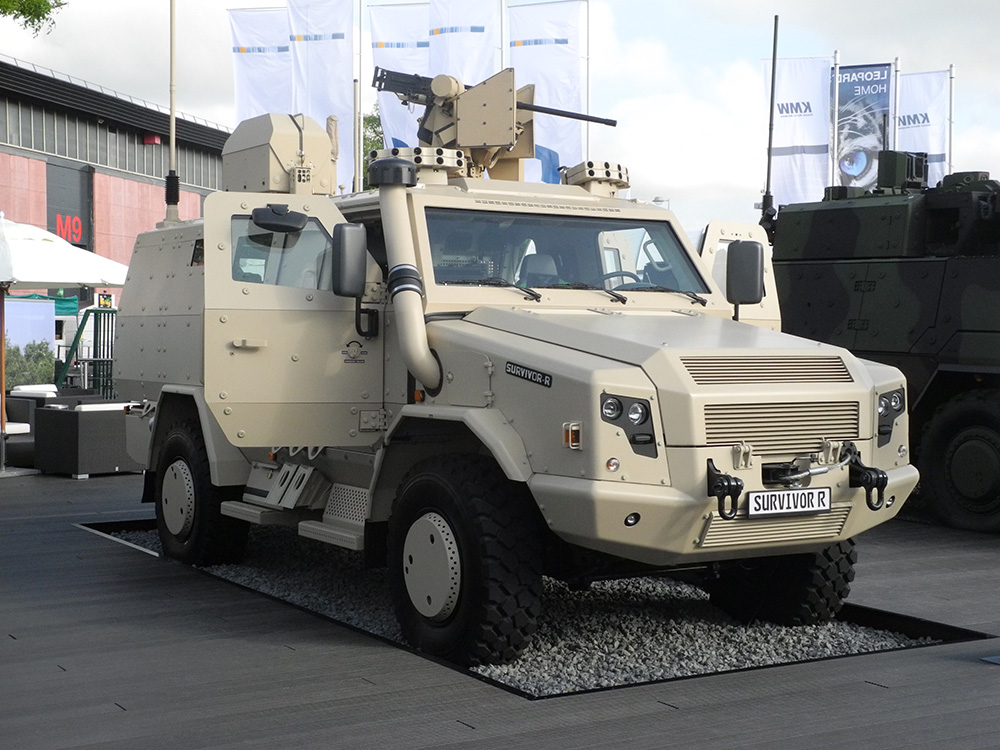
RMMV 倖存者 R
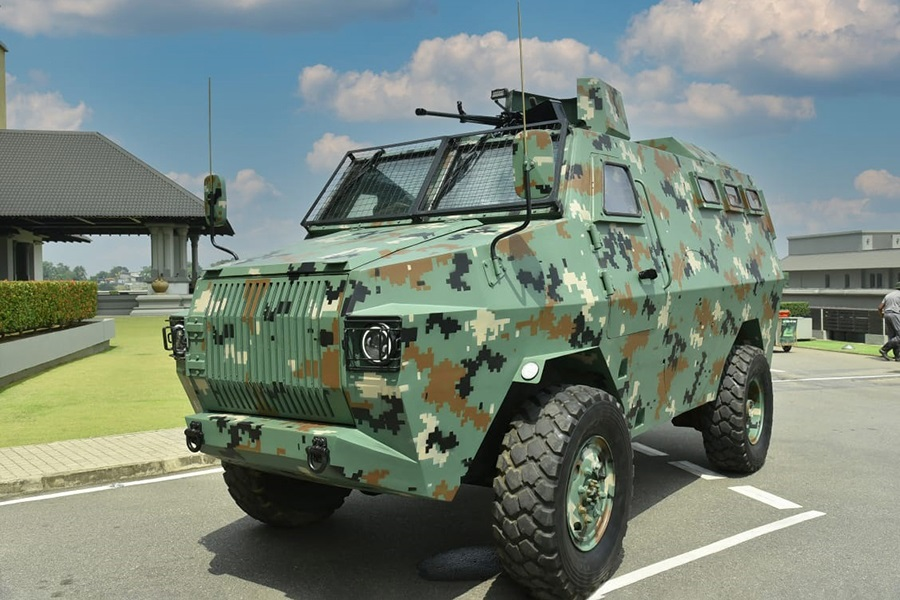
尤尼科布